# Caspar Löscher

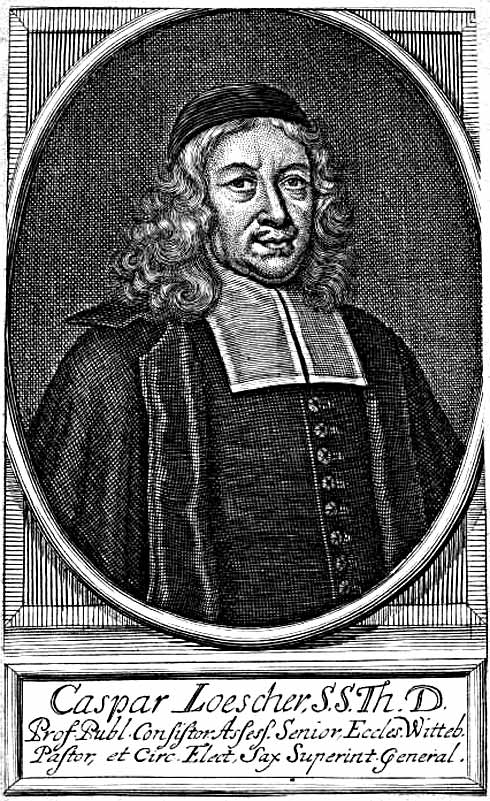
Caspar Löscher

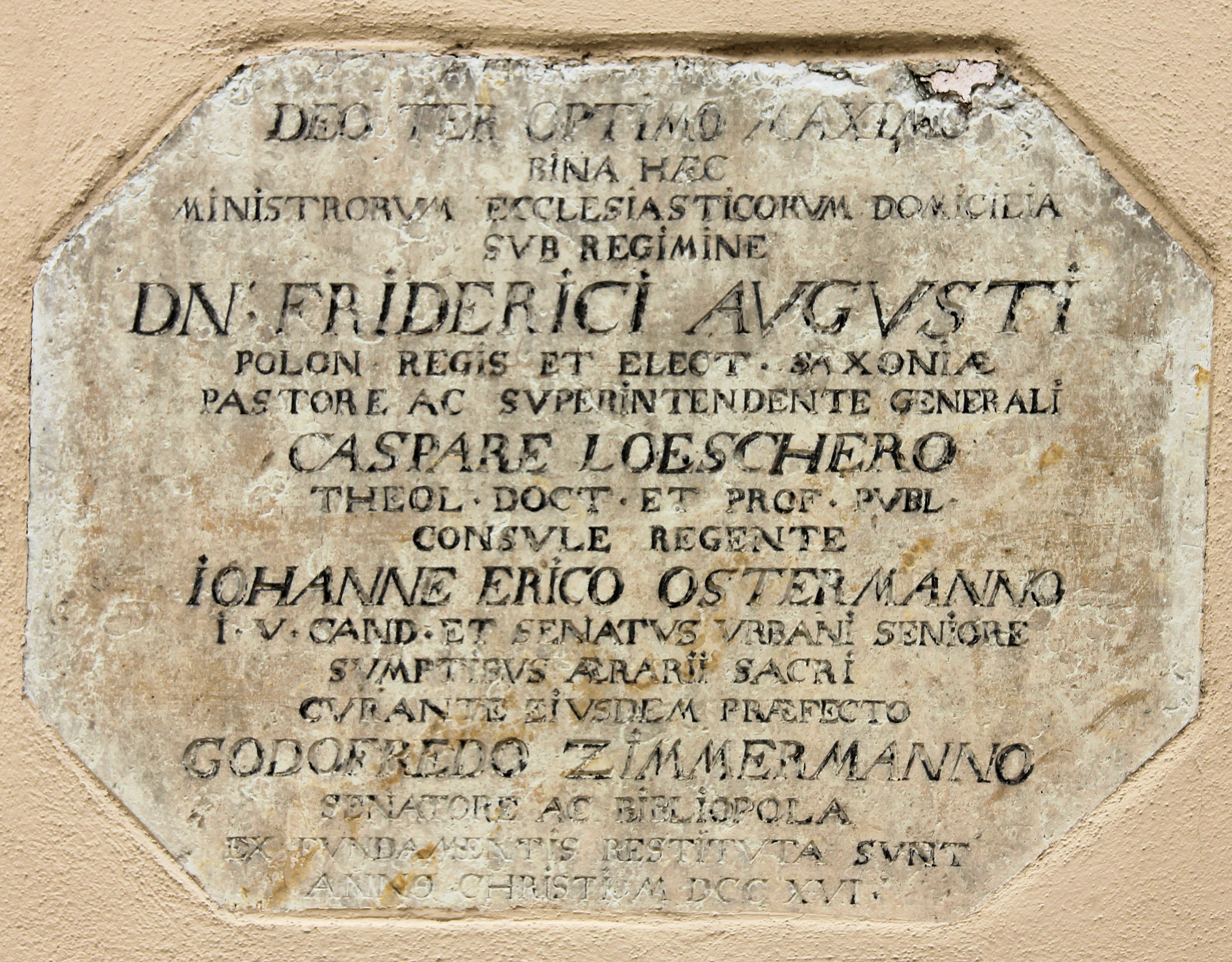
Gedenktafel am Haus Jüdenstraße, in der Lutherstadt Wittenberg

Caspar Löscher (* 8. Mai 1636 in Werdau; † 11. Juli 1718 in Wittenberg; auch C(K)aspar Loescher) war ein deutscher lutherischer Theologe, Assessor an der Universität Leipzig Superintendent von Sondershausen und Zwickau, Generalsuperintendent des sächsischen Kurkreises, Professor der Theologie, Dekan der theologischen Fakultät und Rektor der Universität Wittenberg.

## Leben
Geboren als Sohn eines Fleischhauers und Bürgers namens Martin Löscher und seiner Frau Regina (geb. Mörlin), erlebte er in seiner Kindheit die Schrecken des Dreißigjährigen Krieges. Mit sieben Jahren verlor er seinen Vater und musste seiner Mutter im Überlebenskampf der Kriegszeit beistehen. Seine körperliche Entwicklung litt durch jene Ereignisse, so dass er oft kränkelte und man sich in den Augen seiner Umgebenden, wenig Hoffnung machte, dass aus ihm etwas werde.
Jedoch verfügte Löscher durchaus über gute Geistesanlagen. Auf diese wurde der Rektor der Werdaer Schule aufmerksam und legte bei Löscher durch die Studien der lateinischen und griechischen Sprachen einen guten Grund, so dass dieser die Stadtschule in Naumburg besuchen konnte. Dort erweiterte er seinen Sprachschatz, bekam Einsicht in die Poesie und andere damalige Schulwissenschaften.
1656 bezog er die Universität Leipzig. Nach einer gewissen Studienzeit konnte er bei Samuel Lange als Lehrer seiner Kinder Aufnahme in dessen Haus finden. Durch diesen gefördert, erlangte er bald das Bakkalaureat, 1660 den akademischen Grad eines Magisters an der philosophischen Fakultät und wurde mit der Disputation „de fabuloso Fabricii purgatorio“ als Adjunkt an der philosophischen Fakultät habilitiert. Löscher wollte sich der Theologie widmen und damit er auch Vorträge an der theologischen Fakultät halten konnte, erwarb er sich 1662 den Grad eines Baccalaureus der Theologie. 1665 bahnte er sich mit der Disputation „pro Loco“ den Weg zur Assessorstelle an der theologischen Fakultät und griff in seinen Vorlesungen oft den aufkeimenden Synkretismus an.
Nach einer Gastpredigt in Sondershausen am 22. November 1667 wurde ihm dort die Stelle des Oberpfarrers und Superintendenten angeboten. Diese nahm er aber erst am 19. Juni 1668 an, da er zuvor noch am 12. Februar 1668 den akademischen Grad eines Lizentiaten der Theologie erwarb. Am 24. Juni wurde er für dieses Amt ordiniert und hielt am 12. November seine Einzugspredigt. Am 23. März 1670 übernahm er die Aufsicht über die Ausbildung im Fürstentum Schwarzburg-Sondershausen.
Nachdem er 1674 in Leipzig zum Doktor der Theologie promovierte, wurde er 1676 Pastor an der Predigerkirche in Erfurt, was mit der Aufgabe eines Inspektors am dortigen Gymnasium verbunden war. Jedoch geriet er in Erfurt in Religionsstreitigkeiten mit einem Jesuiten namens Schönemann, so dass er 1679 eine Berufung nach Zwickau annahm, wo er ebenfalls Oberpfarrer und Superintendent wurde. Trotz erlebter Pestzeit in Zwickau schlug er ein Ersuchen einer Berufung nach Danzig aus.
Stattdessen trat er 1687 in Wittenberg das Amt des Generalsuperintendenten des Kurkreises an. Damit war die Aufgabe eines Konsistorialassessors und Professors der Theologie an der Universität Wittenberg verbunden. Hier hat er 15 Mal das Dekanat der theologischen Fakultät, mehrmals das Rektorat der Universität verwaltet, war acht Jahre Senior der theologischen Fakultät und bekleidete zwölf Jahre die erste Professur an der theologischen Fakultät. Als Vertreter der reinen Lutherischen Lehre nahm er vor allem an den pietistischen und terministischen Streitigkeiten regen Anteil. Auch in der Kirchengeschichte war er aktiv und verfasste dazu einige Schriften. Nachdem er im Alter von 83 Jahren gestorben war, wurde er unter einer großen Beteiligung am 14. August beigesetzt. Gottlieb Wernsdorf der Ältere hielt ihm eine lateinische Leichenrede, die auch im Druck erschien.

## Familie
Löscher war zwei Mal verheiratet. Seine erste Ehe schloss er am 24. April 1670 in Gehren mit Anna Sophia (get. 28. März 1649 in Gehren; † 19. Juni 1670 in Sondershausen), der Tochter des fürstlich schwarzburgischen Rates und Amtmanns Laurentius Andreas Rothe und dessen Frau Susanna Magaretha (geb. Schultze aus Lohra). 1672 heiratete er in zweiter Ehe Eleophene Salome (* 1657; † 15. Januar 1717 in Wittenberg), die Tochter des Stiftssuperintendenten von Merseburg Valentin Sittig. Aus den Ehen gingen zwölf Kinder hervor. Bekannt sind davon:
1. Valentin Ernst Löscher,
2. Christian Wilhelm (* 29. Dezember 1673 in Sondershausen; † 4. Oktober 1746) Dr., Hofrat in Weimar, Kommissionsrat in Lübben, verh. 17. Mai 1700 mit Maria Dorothea Reyher (* 21. Juli 1683; † 10. August 1758)
3. Anton Günther (* 11. Mai 1675 in Sondershausen) Dr. fürstlich sächsischer Kammerkonsulent in Merseburg, verh. vor 1702 mit Dorothea Louisa Reyher
4. Johann Kaspar Löscher (Superintendent in Leißnig)
5. Friedrich Gottlieb (get. 11. September 1678 in Erfurt) Dr. jur. Syndikus in Weimar, verh. 9. Juli 1709 mit Elisabeth Augusta Reyer (* 22. Januar 1691)
6. Martin Gotthelf Löscher (Prof. Physik und Medizin in Wittenberg)
7. Johanna Salome (* 21. Januar 1683 in Zwickau)
8. Christina Sophia (* 14. Juni 1686 in Zwickau; † 20. Juni 1732 in Wittenberg) verh. 1704 mit Georg Friedrich Schröer,
9. Eleophe Salome (* 21. September 1688 in Wittenberg) verh. mit dem Erbherrn auf Dabrun Johann Paul Oberkampf
10. Daniel Ephraim (* 4. April 1690 in Wittenberg) war Rechtskonsulent in Erfurt
11. Regina Charitas (* 5. April 1691 in Wittenberg; † 5. Juli 1757 in Sulza) verh. 1710 mit Stiftssuperintendent in Merseburg Heinrich Gottlieb Schneider (* 10. Juni 1682 in Halberstadt; † 26. Juli 1728 in Merseburg)

## Werke (Auswahl)

### Dissertationen
- De fabuloso patricii purgatorio dissertatio historico-philologica. (Resp. Oswald Kronbergen) Coler, Leipzig 1660. (Digitalisat)
- De numo scorteo schediasma. Coler, Leipzig 1661. (Digitalisat)
- De engastrimythis Ecloga. (Resp. Joihannes Friedrich Alberti) Wittigau, Leipzig 1663. (Digitalisat)
- De Behemoth Dissertatio Physico-Philologica. (Resp Melchior Sprotta) Wittigau, Leipzig 1664. (Digitalisat)
- De praedicatione generaliter et formaliter considerata. (Resp. Johannes Köler) Michaelis, Leipzig 1664. (Digitalisat)
- De probatione rerum dubiarum per ignem facta. (Resp. Johann Adolph Schirmer) Spörel, Leipzig 1665. (Digitalisat)
- De Eunuchis Dissertatio. (Resp. Adam Werner) Wittigau, Leipzig 1666. (Digitalisat)
- Dissertatio Logica De Suppositione. (Resp. Melchior Maederjan) Hahn, Leipzig 1666. (Digitalisat)
- Dissertatio Historico-Philosophica De Metempsychosi Pythagorica. (Resp. Christian Krumholtz) Wittigau, Leipzig 1666. (Digitalisat)
- Dissertatio metaphysica de concursu causae primae cum secundis causa suprema dirigente. (Resp. Joachim Maevius) Michaelis, Leipzig 1667.
- Disputatio Physica De Natura. (Resp. Gottfried Petritz)  Michaelis,  Leipzig 1667. (Digitalisat)
- De Calvinianis, quod nullum habeant articulum fidei, pro Licentia. Leipzig 1668.[1]
- Dissertatio anti-calviniana de pericopis evangelicis epistolicis, von denen sonntäglichen Evangelien und Episteln. (Resp. Erasmus Heinrich Theuerkauff) Gerdes, Wittenberg 1668. (Digitalisat)
- Decades duae selectiorum de religione thesium: Disp. Synoadalis. Zwickau, 1679.[2]
- Harmonia Theologica, In Qua Theologorum Orthodoxorum Loquendi Scribendique Modi, Qui Contradicere Sibi Invicem Primo Intuitu Videntur, Perspicue Conciliantur. (Resp. David Andreas Herold) Schroedter, Wittenberg 1685.
- Sorex Romanus suo se indicio prodens, hoc est Traditiones Pontificatiae semet ipsos evertentes. (Resp. Georg Heinrich Goeze) Schroedter, Wittenberg 1687. (Digitalisat)
- De voce Personae ejusdemque in fidei articulis usu & abusu. (Resp. Christoph Friedrich Schuchart) Schroedter, Wittenberg 1688. (Digitalisat)
- De domestico adversariorum veritatis dissensu. (Resp. Adam Caspar Schöpperlin) Schroedter, Wittenberg 1690. (Digitalisat)
- Dissertatio Inauguralis De traditionibus Pontificiis, quae ex propriis Pontificiorum fundamentis evertuntur. (Resp. Fridericus Fabricius) Schroedter, Wittenberg 1691. (Digitalisat)
- Disputatio Inauguralis, proponens Quaestionem: An Muti Et Surdi Ad S. Coenam Admittendi Sint? (Resp. Johann Georg Neumann) Schroedter, Wittenberg 1692. (Digitalisat)
- Dissertatio inauguralis De fidei vita et morte. (Resp. Adam Herold) Schroedter, Wittenberg 1692. (Digitalisat)
- Succinctam Orthodoxae Doctrinae De Visionibus Et Revelationibus Repetitionem: cum Demonstratione ejusdem Methodica, et Refutatione Argumentorum Epistolae De Visionibus Ad Theologos nuper conscriptae. (Resp. Valentin Ernst Loescher) Schroedter, Wittenberg 1693. (Digitalisat)
- Scylla et Charybdis interpretibus aeque ac concionatoribus vitandae. (Resp. Martinus Maneken) Schroedter, Wittenberg 1694. (Digitalisat)
- De vulneribus Christi singularia. (Resp. Johannes Ernestus Otto) Kreusig, Wittenberg 1697. (Digitalisat)
- Consensus orthodoxorum orthodoxus in loco de Christo, solenni disputatione inaugurale propositus. (Resp. Hieronymus Dathe) Schroedter, Wittenberg 1694. (Digitalisat)
- De arbore scientiae boni et mali, sanctitatis et bonitatis divinae symbolo. (Resp. Carolus Andreas Redeliius) Schroedter, Wittenberg 1700. (Digitalisat)
- De homine per mortem a peccatis justificato, ad Rom. VI. 7. (Resp. Sigismund Richter) Schroedter, Wittenberg 1701. (Digitalisat)
- Harmonia Ecclesiastica, in dubiis quibusdam Exemplis demonstrata. (Resp. Christoph Crusius) Schroedter, Wittenberg 1702. (Digitalisat)
- Dissertatio Inauguralis De nomine regenerationis ejusque usu et abusu. (Resp. Johann Caspar Haferung) Goderitsch, Wittenberg 1702. (Digitalisat)
- Dissertatio Theologica Solennis et Inauguralis, De Quibusdam Propositionibus apparenter contradictoriis. (Resp. Abraham Pielz) Schrödter, Wittenberg 1704. (Digitalisat)
- Dissertatio theologica inauguralis, de legis termino, ex Gal. III, 19. (Resp. Ernst Salomon Cyprian) Gerdes, Wittenberg 1706. (Digitalisat)
- Dissertatio Inauguralis, Hypomnemata Symbolica Tradens. (Resp. Gottfried Schumann) Gerdes, Wittenberg 1709. (Digitalisat)
- Praeterita symbolica, circa ordinem in Libris symbolicis occupata. (Resp. Georg Friedrich Schröer) Gerdes, Wittenberg 1710. (Digitalisat)
- Disputatio inauguralis evincens Quod Theologia a Logica non sit separanda. (Resp. Carl Gottfried Zapff) Gerdes, Wittenberg 1711. (Digitalisat)
- Lutherus Anti-Pietista. (Resp. Moritz Wilhelm Wagner) Koberstein, Wittenberg 1716. (Digitalisat)

### Bücher und Traktate
- Auffrichtiger Gegensatz wider E. U. R. H. Schändlichen Abtritt von der Warheit/ so Er in seiner UnChristlichen und verleumbderischen Ehren-rührung und Beschmützung an einem Theil begangen. Michael, Leipzig 1665. (Digitalisat)
- Alte abgenutzte und verlegene Lumpen, Welche Ein Religions-Trödtler Zu Cölln an der Spree B. S. in seinem Summarischen Bericht Wiedrumb auffs neue zu Marckt gebracht. Wittigau, Leipzig 1666.
- Obex Calvinianorum Syncretismo Positus, in quo ex immotis Fundamentis demonstratur, Neminem Calvinistarum nec certum esse, se possidere Articulum Fidei neq[ue] adeo iudicare posse de Convenientia Articulorum Fundamentalium inter nos et adversarios. Wittgau, Leipzig 1669. (Digitalisat)
- De latrociniis quae in publicos Scriptores patres praecipue solent committere haeretici. Magdeburg, Forberger 1674. (Digitalisat)
- Erffurtisch-Lutherisches Kleinod, Allen Gottseligen Christen, Sonderlich denen in Erffurt, Zu täglicher Ubung in der Gottseligkeit, Aus reinen und Geistreichen Gebet-Büchern zusammen getragen. Michael, Erfurt 1677. (Digitalisat)
- Der durch die Liebe thätige Glaube. Zwickau 1681.
- Palladium Calvinianis Ereptum, sive Dissertatio V. ad Joh. Taufreri, SS. Th. Doct. et in Acad. Argent. olim Prof. Publ. Ordin. Disputationes Apologeticas, de Absoluto Reprobationis Decreto. Schroedter, Wittenberg 1688. (Digitalisat)
- Geistreiche Absolutions-Formulen, aus allen Sonn- und Fest-Tags-Evangelien genommen, so wohl Beicht-Vätern als Beicht-Kindern, nicht weniger Lehrern und Zuhörern auf die Sonn- und Fest-Tage erbaulich zu gebrauchen. Zwey Theile. Leipzig 1690, 1731.
- SS. Theologiae Nucleus, In Usum tàm incipientium, quàm proficientium editus. Schroedter, Wittenberg 1694. (Digitalisat)
- Amoenitates Evangelicae. Schroedter, Wittenberg 1696. (Digitalisat)
- Eröffnete Todes-Kammer, Darinnen Durch erklärte Außerlesene Biblische Sprüche, wie man dem unseligen Tod entgehen, und eines seligen Todes theilhafftig werden könne, Klärlich und nützlich gezeiget wird. Meyer, Wittenberg 1697.
- Consensus orthodoxorum orthodoxus in loco de Christo. (Resp. Hieronymus Dathe) Schroedter, Wittenberg 1698. (Digitalisat)
- Theologia Thetica, Cum Appendice, Omnibus, Veritatem in Compendio amantibus, consecrata. Zimmermann, Wittenberg 1701. (Digitalisat)